# مؤمن عبدي شري
مؤمن عبدي شري (بالصومالية: Muumin Cabdi Shire)‏ قائد قوة الشرطة في ولاية بونتلاند المتمتعة بالحكم الذاتي شمال شرق الصومال، وقائد قوات الشرطة بمحافظة مدج سابقا.